# Gaston
Gaston er en fiktiv karakter og hovedantagonisten i Walt Disney Pictures Skønheden og udyret 1991. Den originale stemme er indtalt af pastor/skuespiller Richard White, og dubbet til dansk af sanger Per Høyer.

## Optrædener

### Skønheden og udyret(1997)
Gaston har i starten rollen som den lokale helt i den lille franske landsby hvor filmen foregår. En stor, muskuløs mand med et langt sort hår formet som en hestehale. Gaston er en selvcentreret, narcissistisk, ubehøvlet, tvær og indbildsk mand. Han er elsket og beundret (specielt af 3 blonde pigefans) af næsten alle i landsbyen, undtagen den eneste kvinde som han er besat af og har besluttet sig for at gifte sig med: Belle. Gaston er skildret som værende stærkt chauvinistisk imod kvinder til trods for at han hævder, at han elsker damerne. Han kalder Belle for sin "lillekone", og siger at de vil få seks eller syv "flotte børn" ligesom ham selv og siger også at det er upassende for en kvinde at læse bøger, fordi "Snart får hun idéer og begynder at tænke". Han mener, at det at læse bøger ikke er for kvinder, skønt han selv ikke er særlig intelligent – "Primitiv", som Belle konstaterer.
Gaston gør mange forsøg for at vinde Belles hjerte, men hans arrogance og selvoptagethed er altid skyld i at de mislykkedes. En dag arrangerer Gaston et bryllup i Belles have, og træder ind i Belles hus for at fri til hende. Han afgør på egen hånd, at hun skal ægte ham og først senere informere hende om dette, men hun afviser ham og smider ham flyvende ned i en mudderpøl i hendes have, hvor han bliver til grin over for landbyboerne. Han lader sin vrede gå udover den grinende Lefou (fransk for "fjolset"), hans nærmeste kammerat og livrist. Gaston erklære, at han ikke har opgivet, og at han vil gøre Belle til sin kone lige meget hvad. Senere i filmen synger Gaston, og hans håndlangere sangen "Gaston", for at muntre Gaston lidt op. Midt i sangen, kommer Belles far Maurice, og spørger Gaston om hjælp til at redde Belle fra Udyret, men da hverken Gaston, eller hans håndlangere vil høre på, smider de ham ud i sneen. Men så får Gaston pludselig, en ide. Han vil lave et kup, der skal tage Maurice til fange. Maurices løsladelse kræver blot, at Belle gifter sig med Gaston. Gaston og Lefou, opsøger lægen for psykisk syge Dr. Grumme (folk i landsbyen har den fejlagtige opfattelse af, at Maurice er sindssyg). Han kan bruges i Gastons plan. Gaston braser ind i Belles, og Maurices hus, hvor Maurice er draget af sted mod slottet, for at redde Belle. Gaston beordrer Lefou til at stå vagt, indtil Belle og Maurice kommer tilbage. Da de så er vendt tilbage, står Dr. Grumme uden for døren, og siger at vil anbringe Maurice på en form for psykiatrisk afdeling, i en vogn, hvor der står "Asylum for Loons" på (fransk for "skjulested for sindssyge"). Mens landsbybeboerne gerne vil have Maurice indlagt, bliver Belle rasende. Gaston siger, at de vil lade Maurice gå, hvis Belle bliver hans kone. Da hun afviser ham, vil hun bevise at han ikke er skør. Hun bruger tryllespejlet, og siger at det skal vise hende udyret. Hun forklarer landsbybeboerne, at selvom han ser farlig ud, så er han rar og venlig, og at han er hendes ven. Gaston, som opdager at Belle er forelsket i udyret, beslutter sig for at slå det ihjel, af ren jalousi. Han tager spejlet fra Belle, og låser hende og Maurice inde, i deres egen kælder. Han får hele landsbyen med sig, på vej op til slottet, får at dræbe udyret(han får dem til at tro, at udyret vil slå deres børn ihjel). Slottets beboere går til modstand, da Gastons mænd bryder ind i slottet. Gaston, der kun er interesseret i at slå Udyret ihjel sparker alle dørene, til værelserne op. Da han så finder udyret(mens alle hans mænd flygter fra slottet, fordi de har tabt kampen mod slottes beboere), affyrer han en pil, som borer sig igennem Udyrets skulderblade. Han skubber til udyret, så det falder ud af et af slottets vinduer. Mens udyret ligger på kanten af slottet, starter Gaston med at håne ham. Bagefter tager Gaston en kølle og skal til at slå Udyret. Da Udyret griber fat i køllen, mærker Gaston dets vrede. Der sker en hård slåskamp, på slottet. På et tidspunkt tager udyret fat om halsen på Gaston, men da Gaston beder om nåde, skåner udyret ham(fordi Belle havde gjort udyrets hjerte blødt). Da Gaston så ser, at Belle står på altanen, kalder på udyret, og viser at hun elsker udyret, bliver Gaston så jaloux, og ulykkelig at han begraver sin dolk i siden på udyret (Gaston er i dette øjeblik sikker på, at udyret har tabt, og at han kan få Belle til kone). Lige da Gaston trækker dolken ud, slår udyret den ud af hånden på ham. Gaston træder et skridt tilbage, og på tagets kant glider han. Belle griber udyret, der er ved at falde om, mens Gaston fra slottet af, falder ned i voldgraven til sin død, mens han stadig har det magiske spejl på sig.